# Палий, Сергей Викторович
Сергей Викторович Палий (род. 19 сентября 1979 года в Куйбышеве) — российский писатель-фантаст, актёр, журналист, сценарист, фотограф.
Лауреат жанровых фантастических премий «Старт» и «Серебряный кадуцей». С 1994 по 2000 год — лауреат множества областных (Самарская область) и всероссийских фотоконкурсов.

## Биография
Сергей Палий родился 19 сентября 1979 года в Куйбышеве.
В 2002 году окончил отделение журналистики филологического факультета СамГПУ по специальностям «филология» и «журналистика». С 2002 по 2004 год работал в пресс-службе Главного управления исполнения наказаний Минюста России по Самарской области. Уволился по собственному желанию в звании старшего лейтенанта. В разное время сменил множество профессий: от грузчика до дизайнера, снялся в двух короткометражных кинофильмах. Три года проработал в журнале «Мир фантастики»: начал PR-менеджером закончил заместителем главного редактора. Затем более года работал ведущим редактором направления «фантастика» в издательстве «Олма медиа групп». Работал в московских девелоперских группах и крупных российских нефтегазовых компаниях.
В 2015 году окончил Высшую школу кино и телевидения МИТРО по специальности «Актёр театра, кино и телевидения» (мастерская заслуженной артистки России Евдокии Германовой).

## Творчество
В литературе дебютировал в 1998 году рассказом «Кохинор». Первая публикация — рассказ «Гости» (журнал «F-Хобби» N6, 2001 год).
В дальнейшем рассказы и повести публиковались в журналах «Полдень. XXI век», «Мир фантастики», «Популярная механика», «Знание — сила. Фантастика», «Техника — молодёжи», сборниках «Фантастика 2008», «Русский фантастический боевик 2007», «S.W.A.L.K.E.R. Байки из бункера», «Гофра», «Цветной день», «Путь в тысячу снов», Dimension Russie. Первый роман «Изнанка» вышел в 2006 году и принес автору две премии за лучший дебют: «Серебряный кадуцей» на международном фестивале фантастики «Звездный мост — 2007» и «Старт» на фестивале «Аэлита—2008». В декабре 2008 года опубликован роман «Чужой огонь». В 2009 году вышли в свет книги «Санкция на жизнь» и «Бумеранг». В 2010 году вышли книги «Монохром» (продолжение «Бумеранга») и «Плазмоиды» (продолжение «Чужого огня»).
В 2011 году вышла в свет книга «Безымянка» из цикла «Вселенная Метро 2033» о постъядерной Самаре, юмористический роман «Братство» (в соавторстве с Александром Пилишвили), открывший серию «Хулиганская фантастика», а также книга про подростков в зоне отчуждения «Аномальные каникулы» (в соавторстве с Алексеем Гравицким). Также в сентябре 2011 года вышла книга «Анабиоз», написанная в соавторстве с Алексеем Гравицким и ставшая основой для масштабного межавторского проекта «Анабиоз».
В 2015 году сыграл одну из главных ролей в дипломном спектакле Высшей школы кино и телевидения МИТРО «Точка невозврата», поставленном режиссёром Станиславом Евстигнеевым под руководством заслуженной артистки России Евдокии Германовой.
Состоит в Союзе журналистов Москвы и Союзе фотохудожников России.

### Романы
- «Изнанка» (2006)
- «Чужой огонь» (2008)
- «Санкция на жизнь» (2009)
- «Бумеранг» (2009)
- «Монохром» (2010)
- «Плазмоиды» (2010)
- «Безымянка» (2011)
- «Братство» (2011), в соавторстве с Александром Пилишвили
- «Аномальные каникулы» (2011), в соавторстве с Алексеем Гравицким
- «Анабиоз» (2011), в соавторстве с Алексеем Гравицким

### Повести и рассказы
- «Кохинор» (2001)
- «Гости» (2001)
- «Почти факультет» (2002)
- «Иерусалим-Сити» (2003)
- «Парк русского периода» (2003)
- «Спутник» (2004)
- «Сирена» (2006)
- «Финальная загадка» (2006, 2013)
- «Карантин» (2008)
- «Кладбище Улик» (2009)
- «Трезвяк» (2011)
- «Два дровосека» (2012)

## Фильмография
- «Пора домой, Серёга…» (короткометражный фильм, 2004, режиссёр Андрей Петров, роль Серёги)
- «Дракон» (короткометражный фильм, 2005, режиссёр Андрей Петров, роль Рыцаря)
- «Отдай мою посадочную ногу!» (короткометражный фильм, 2006, режиссёр Андрей Петров, роль Петро)
- «Перекипело» (фильм-клип на одноимённую песню Сергея Воропаева, 2016, режиссёр Сергей Кротов, роль одного из визитёров-игроков)

## Театральные постановки
- «Точка невозврата» (спектакль, 2015, режиссёр Станислав Евстигнеев, роль Ангела)